# 여자가 울린 남자
"여자가 울린 남자"는 1981년에 개봉한 대한민국의 영화이다.

## 캐스팅
- 윤미라 : 미령 역
- 한진희 : 동훈 역
- 곽은경
- 서정일
- 김소유
- 김을동
- 박기수
- 이영숙
- 조용수
- 박예숙
- 박종설
- 최준
- 김민규
- 최일
- 박용팔
- 김혜정
- 남희순
- 김명일
- 조경선
- 김경미
- 정규서
- 박화숙
- 이순민
- 양화섭